# Луч (Оренбургская область)
Луч — посёлок в Первомайском районе Оренбургской области. Входит в состав Пылаевского сельсовета.

## История
Основан в 1927 году как посёлок коммуны «Луч Свободного Труда». В 1950-х годах посёлок был переименован в Луч.

## Население
| 2010 |
| ---- |
| 253  |

## Улицы
| - ул. Крестьянская, - ул. Молодёжная, - ул. Набережная, | - ул. Степная, - ул. Целинная, - ул. Школьная. |